# François Clément Sauvage
François Clément Sauvage (Sedan, 4. travnja 1814. — Pariz, 11. studenog 1872.), bio je francuski inženjer i geolog.
Sauvage je studirao od 1831. do 1833. na École polytechnique, diplomirajući kao najbolji u generaciji. Počinje raditi kao rudarski inženjer, kod tvrtke Corps des Mines, baveći se istovrmeneno istraživanjima o metalurgiji, kemiji i mineralogiji u Mézièresu.
Pored toga pravio je geološke karte oblasti Marne i Ardena, o kojima je objavio i znanstveni rad. Na fakultetu za ugljen i rude u Španjolskoj studirao je od 1838. do 1842. 
Poslije toga istraživao je 1845. isušivanje jezera Kopais u Grčkoj. Poslije povratka u Francusku objavio je rad u kojem opisuje geologiju Grčke. Radio je kao inženjer 1846. za željezničku tvrtku (Compagnie des chemins de fer de l´Est) i bio je uključen u izgradnju dijela pruge od Frouarda do njemačke granice. Tijekom francuske revolucije 1848., vlada ga šalje u Creusot da uspostavi red. Poslije je preuzeo željezničku tvrtku iz Orléansa, koja je bila u stečaju. Postaje upravitelj Istočne-željezničke tvrtke 1861. godine. 
Izabran je za zastupnika u francusku Narodnu skupštinu 1871. Njegovo ime nalazi se na popisu 72 znanstvenika ugraviranih na Eifellovom tornju.

## Vanjske poveznice
- Životopis (fra.)